# Alessandro Michelini
Alessandro Giuseppe Michelini di San Martino (Levaldigi, 11 marzo 1804 – Fossano, 23 novembre 1864) è stato un politico italiano.

## Biografia
Fratello di Giovanni Battista, fu Deputato del Regno di Sardegna per sei legislature. 